# Le Coq (Adelsgeschlecht)
Le Coq ist der Name eines hugenottischen Geschlechts, das früher in Metz (Lothringen) ansässig war und nach der Flucht nach Deutschland ausgewandert ist. Verschiedene Zweige der Familie bestehen bis heute.

## Geschichte

### Ursprung
Die gesicherte Stammreihe des Geschlechts beginnt mit Toussaint Le Coq, der 1565 in Metz Jeanne Doron heiratete. Vermutungen, wonach die Familie von Antoine Le Coq abstammte, dessen Vorfahre Jean Le Coq im Jahre 1363 geadelt wurde, wie von Béringuier, dem Ermann und Knüppel darin gefolgt sind, behauptet, lassen sich in Ermangelung von Belegen nicht nachweisen. Im Gegenteil, unter Bezugnahme auf Toussaints Ehevertrag und sein Testament wird eine dahingehende Abstammung glaubhaft angezweifelt. Der spätere Berliner Kaufmann Jean Le Coq (1669–1735) sowie dessen zwei spätere Ehefrauen Jeanne Perrin (1679–1713) und Louise Marguerite Morgues (1680–1762) waren nach der Aufhebung des Edikts von Nantes durch Ludwig XIV. im Jahr 1685 als Hugenotten vor religiöser Verfolgung von Metz nach Preußen geflohen und ausgewandert.

### Nobilitierung
Johann Ludwig Le Coq war sächsischer Generalmajor (nachmalige Generalleutnant) und Kommandeur des Infanterie-Regiments „Prinz Carl“ (Nr. 7). Er wurde am 9. November 1775 in Wien als „Edler von Le Coq“ in den Reichsritterstand erhoben. Der preußische Geheime Legationsrat Gustav Le Coq erhielt am 4. November 1838 in Berlin für die preußische Linie der Familie den dortigen Adelsstand. Die Wappenvereinigung mit dem der sächsischen Linie erfolgte 1874 für denselben als Wirklicher Geheimrat. Der Kaufmann und Mitdirektor der Berliner Lebensversicherungsgesellschaft August Le Coq erhielt am 17. September 1875 in Liegnitz ebenfalls den preußischen Adelsstand.

## Wappen
- Das Wappen von 1775 ist gespalten und zeigt rechts in Blau ein schrägrechtes aufgekehrtes gold-begrifftes blankes Schwert, links in Blau drei (2:1) silberne Lilien. Zwei Helme mit blau-silbernen Helmdecken, auf dem rechten ein wachsender goldener Löwe, auf dem linken ein goldener Hahn.
- Das Wappen von 1838 zeigt in Blau drei (2:1) goldene Hähne. Auf dem Helm mit blau-goldenen Helmdecken ein goldener Hahn (auch ein wachsender goldener Löwe).
- Das gevierte Wappen von 1874/1875 zeigt innerhalb eines goldenen Schildrandes in den Feldern 1 und 4 die Hähne wie 1838, Feld 2 in Blau drei silbernen Lilien, Feld 3 das Schwert wie 1775. Auf dem Helm ein wachsender goldener Löwe.

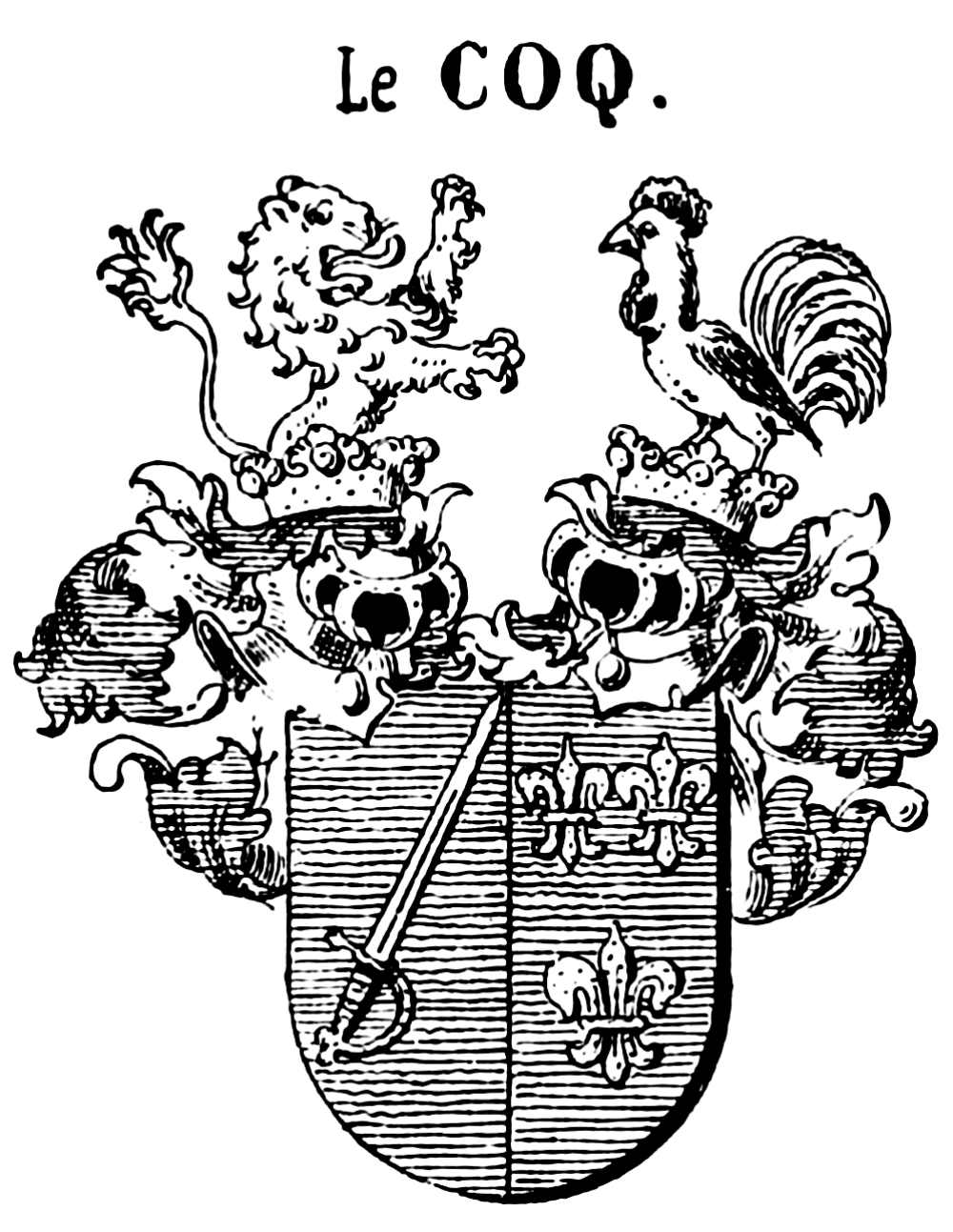
Wappen von 1775 (Sachsen)
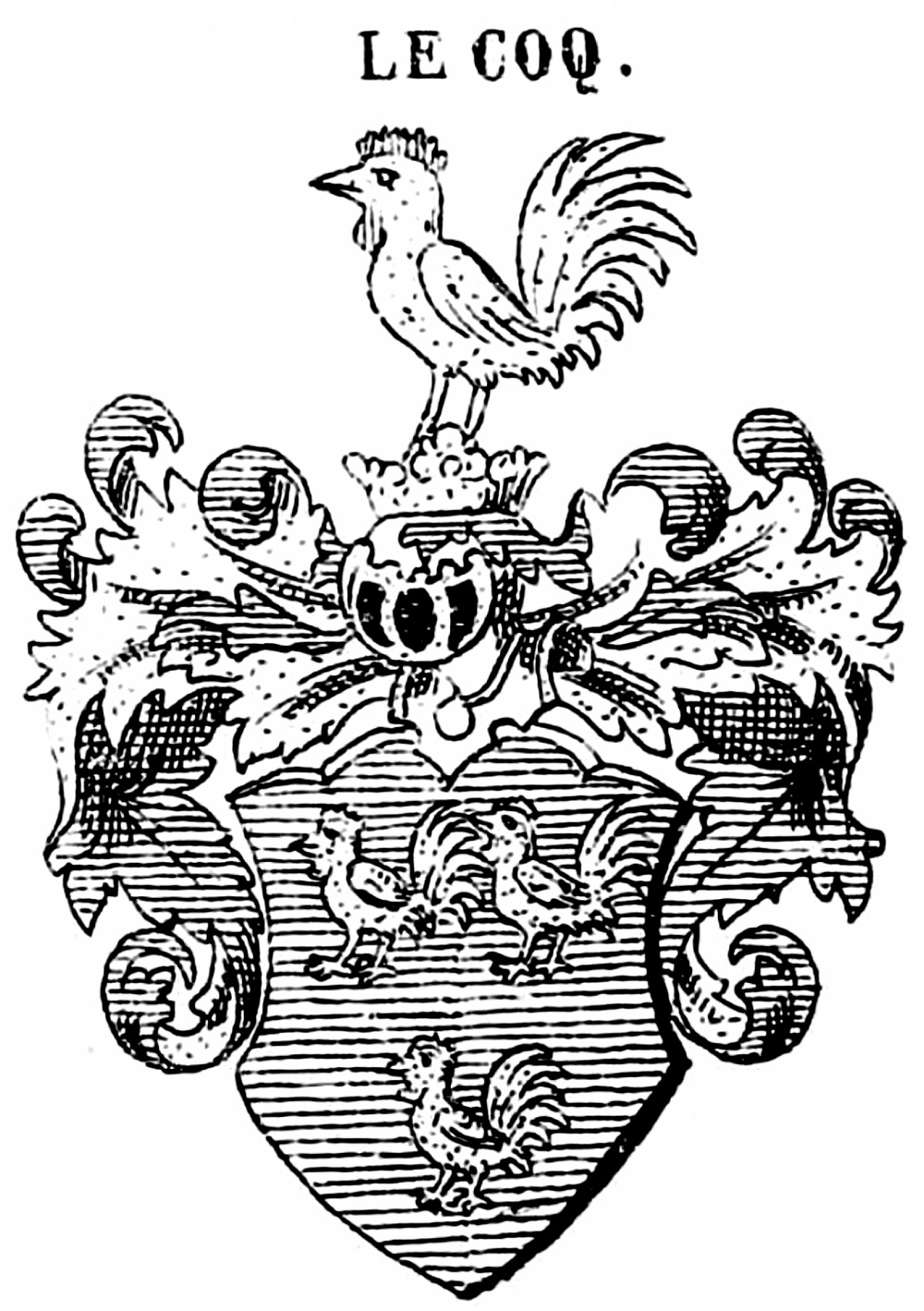
Wappen von 1838 (Preußen)
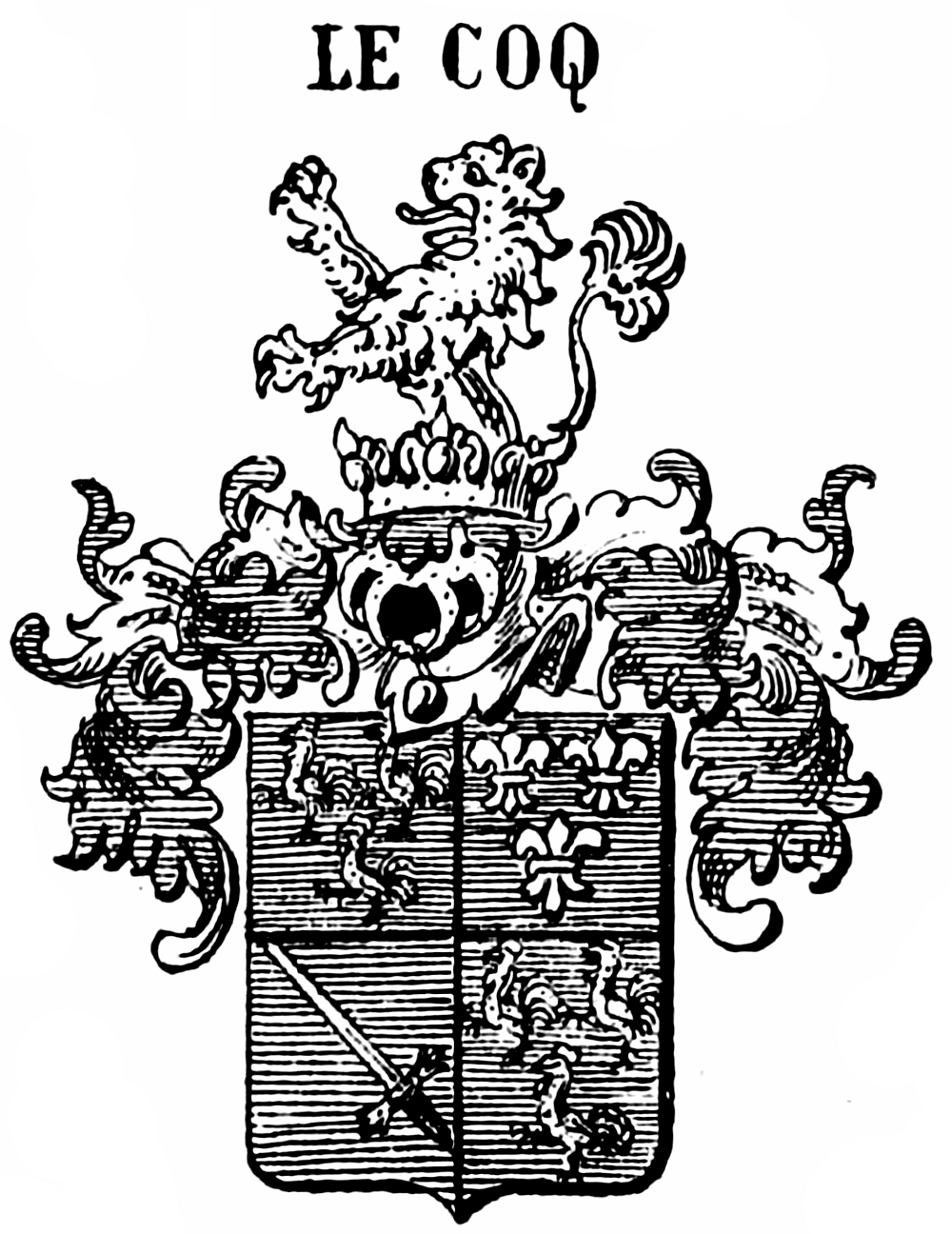
Wappen von 1874/1875 (Preußen)

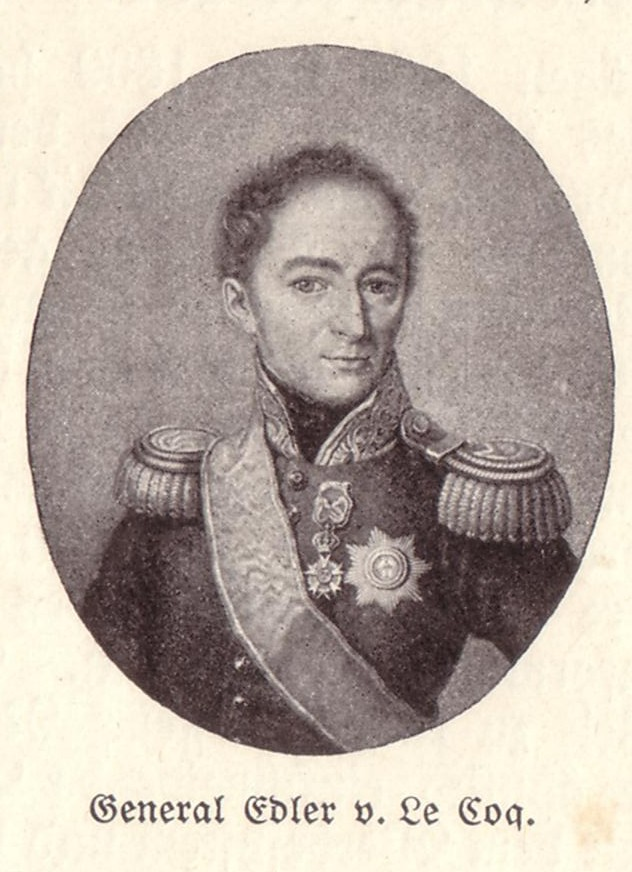
Karl Christian Erdmann Edler von Le Coq

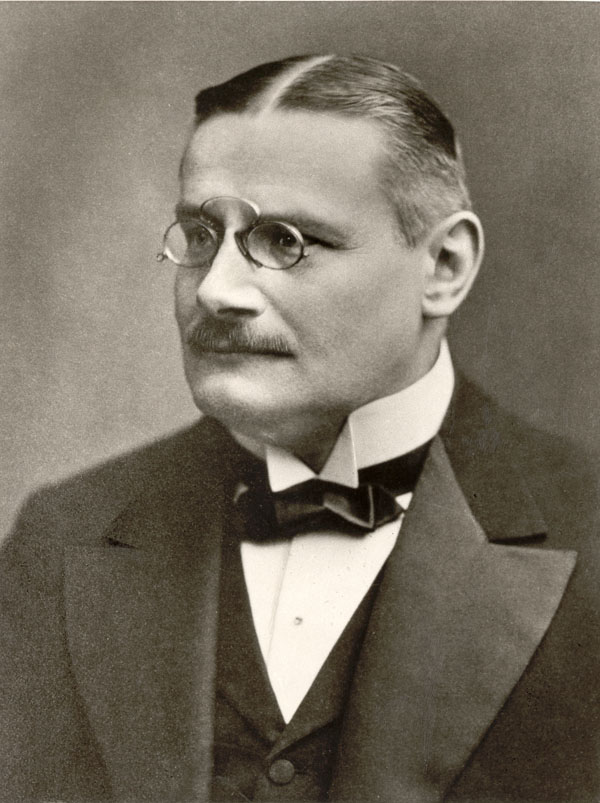
Albert von Le Coq

## Bekannte Namensträger
- Johann Ludwig von Le Coq (1719–1789), sächsischer Generalleutnant
- Ludwig Daniel Le Coq (1756–1816), preußischer Obergerichts- und Geheimer Legationsrat
- Karl Ludwig von Le Coq (1757–1829), Generalmajor und Kartograf
- Karl Christian Erdmann von Le Coq (1767–1830), Generalleutnant des Königreich Sachsen, Kommandierender General der Sächsischen Armee
- Paul Ludwig Le Coq (1773–1824), Polizeipräsident in Berlin und Geheimer Legationsrat, ⚭ Charlotte Elisabeth le Fevre (1766–1840)[7]
- Gustav von Le Coq (1799–1880), preußischer Diplomat, Abgeordneter der ersten Kammer des preußischen Landtages, ab 1863 Mitglied des Preußischen Herrenhauses
- André Auguste Le Coq (1827–1894), Groß- und Kolonialwarenhändler, 1875 nobilitiert[8]
- Albert von Le Coq (1860–1930), deutscher Archäologe und Forscher für Zentralasien